# WinRAR
WinRAR是一款用于管理压缩包文件的共享软件。其算法由作者尤金·羅謝爾研发，享有原创专利。

## 功能
- 完全支援RAR與ZIP壓縮檔案，並且能解壓縮CAB、ARJ、LZH、TAR，GZ、ACE、UUE、BZ2、JAR，ISO、7z 和 ZIP壓縮檔案。
- 可使用AES进行128位加密。
- 文件最高支持8,589,000,000TB的大小。
- 可以制作文件。
- 基于里德-所罗门码的数据修复。
- WinRAR支持NTFS系统和Unicode文件名。
- WinRAR可以试用40天，试用期结束后會跳出提醒視窗，但仍然可以壓縮與解压缩。
- 試用版無法使用憑證驗證。

## 沿革
- 从3.50 beta 1开始，WinRAR支持面板（Skin）和主题自选。
- 从3.50开始，WinRAR支持Windows 64位系统。
- 從3.60開始，WinRAR支援多线程壓縮／解壓縮
- 從4.01開始，新增支援TAR壓縮檔中以二進位型式記錄的檔案大小。有些TAR壓縮檔處理大於 8 GB 檔案時改用二進位大小格式。
- 从5.00 beta 1开始，加入了新的RAR 5.0归档格式，旧版本的WinRAR无法解压缩RAR 5.0的文件
- 從5.10開始，加入7z分割檔解壓縮支援，如 (.7z.001, .7z.002, ...)。
- 從5.11開始，WinRAR 能解壓縮資料夾含有 pax 延伸檔頭的TAR壓縮檔、對7-Zip壓縮檔支援 [保留毀損的檔案] 解壓縮選項。
- 從5.20 beta 1開始，[保留毀損檔案] 解壓縮選項支援 bzip2 壓縮檔、可以使用 WinRAR.ini 檔案來儲存 WinRAR 設定，而不使用機碼，方便安裝 WinRAR 在移動式媒體中。
- 從5.20 beta 2開始，[轉換壓縮檔] 對話方塊中的壓縮設定之前按 [儲存] 按鈕也不會儲存。
- 從5.20開始，採用xz壓縮演算法支援ZIP及ZIPX壓縮檔。
- 從5.70 beta 1開始，不再支援ACE格式。因2019年2月，WinRAR裡面處理ACE格式解壓縮的UNACEV2.DLL函式庫被发现存在漏洞。由于ACE格式已在2007年11月后停止更新，成為废弃软件，在無法修補漏洞的情形下只能删去UNACEV2.DLL文件，而不再支持 ACE 存档格式。[2][3]
- 從6.00開始，"忽略"和"全部忽略"選項被添加到讀取錯誤提示。"忽略"僅允許繼續處理已讀取的檔部分，"全部忽略"允許將來的所有讀取錯誤
- 從6.10開始，放棄支援Windows XP，6.02成為最後支援Windows XP的版本。添加了對解壓縮 Zstandard (zstd 副檔名zst) 存檔的支援。最大恢復記錄增加到受保護數據大小的1000%。

## 非Windows系统
RARLAB在Windows外的操作系统发布的软件名为RAR。
其中GNU/Linux、FreeBSD、Mac OS X的RAR都只能在命令行下使用。
在Android下的RAR为免费软件，每次启动时会有“支持RAR的开发”的弹窗，需要手动关闭，但也可以通过订阅付费去掉弹窗。

## WinRAR 受青睐的原因
由于 ZIP 不支持 Unicode 编码、可能出現亂碼现象，同时也不支持分割壓縮，壓縮率稍低，因此發展初期 RAR 更受青睞。
可设置指定百分比的恢复记录，即冗余数据，在压缩包本身损坏但恢复记录够多时可对损坏压缩包进行修复。

## 華人地區的WinRAR
起初，在大中华区的总代理为台湾的淺藍科技有限公司 (https://rar.tw （页面存档备份，存于）)
。其间，的“官方国际中文版”（繁体中文版）先后由台湾网友和“浅蓝科技”的“张逸昕”（即“一抹浅蓝”）（英文名）负责翻译和校对。不久后，经中國大陆地区网友的提议，由张逸昕带领、苏清朗、醉狐（QFox）、李柏均、周明波等人，完成“官方简体中文版”的翻译和校对工作。由于该版本的翻译质量嚴謹，发布后赢得中文用户的好评。一段时间之后，上海软众信息科技有限公司（原名“上海比特瑞旺电脑有限公司”）取得了共同代理权，将简体中文版的翻译工作移交给了这家公司。WinRAR 在大陆与台湾分别由上海软众信息科技有限公司以及淺藍科技有限公司代理，而且通常繁体中文版会先于简体中文版发布。5.21版发布时，上海软众信息科技有限公司宣布向所有使用简体中文版的个人用户推出完全免费的“非商业个人版”（即“上海代理商定制版”），该版本无论用户是否已付费注册，都会强制弹出广告展示窗口。
WinRAR的“官方简体中文版”有两个版本，其中，官方英文网站和上海代理商网站上所链接的版本为“上海代理商合作定制版”（即所谓的“非商业个人免费版”）。该版本无论用户是否已付费注册，都会强制弹出上海代理商预先指定的广告展示窗口。另一个正常的“干净”（不会强制弹出广告）的版本，则需要已注册用户通过电子邮件的形式，向官方总部技术支持团队发邮件索取才能获取到。WinRAR的“官方繁体中文版”则没有以上问题，用户直接从官方英文网站下载安装并注册后即可让弹窗广告消失。

## 安全漏洞
2019年以色列網路保安公司Check Point表示他們發現WinRAR有一個高風險安全漏洞，安全漏洞可以讓黑客將惡意軟件隱藏在「ACE」壓縮檔，只要使用者解壓「ACE」壓縮檔，惡意軟件就會自動植入電腦裡，這個安全漏洞2005年就已經存在，有5億名使用者受到影響。由于ACE格式已经停止开发，在无法修复该该漏洞后，WinRAR从5.70 beta 1版本开始移除了相应的功能支持。
2023年6月8日網路資安網站Zero Day Initiative表示他們發現WinRAR存在一個編號為「CVE-2023-40477」的高風險安全漏洞，這個安全漏洞可以讓黑客利用遠端操控植入惡意軟件，使用者在開啟惡意軟件的時候造成機密資料外洩，對此WinRAR已經公布新版本修復程式漏洞。